# 惩罚
懲罰或處罰（英語：Punishment）一般是指因為某種不當的行為，所受的痛苦或損失。在刑法和行為主義的心理學中，有不同的定義。

## 定義

### 哲學上的定義
有許多哲學家都提出了關於處罰的定義。常見的、被認為構成處罰的要件如下：
1. 它是由權威所出的；
2. 它會對被控做出侵犯行為的人造成損失；
3. 它是對侵犯行為的回應；
4. 因此而遭逢損失的人(或動物)被認為需對其侵犯行為負責。

### 心理學上的定義
在斯金納等行為主學的心理學中，懲罰是指對個體的行為，施予痛苦或剝奪利益，以使其不再從事該行為的方法。和一般意義不同的是，心理學中的懲罰並沒有道德意义。
為了避免故意打人後才做對事情而新增加倍懲罰與包罰，如果故意致死者，依照該人數加倍懲罰該次數。
包罰只能包別人被罰。
分別是死一個(加倍一次)，死兩個(加倍兩次)---以此類推。
死越多被揍越大力。
如:故意打傷他人而致使他人做錯事情，則需由故意傷害者代替他人被罰。

### 社會生物學上的定義
懲罰有時又被稱為所謂的「報復性侵略」或「道德性侵略」。它可見於多種社會性動物中，而這使得演化學者認為它是一種演化穩定策略，它會被選出是因為它有助於合作行為。

## 刑法
刑是國獄對犯罪的人施予的懲罰。在重視人權的國家中，依罪刑法定主義的概念，何種行為屬於犯罪、各種罪的刑罰為何，都必須明定在刑法中。
在罪刑法定主義未被視為準則之前，政府官員有很大的權力來衡量刑的輕重，也因此產生一些賄賂等弊端。

## 備註
1. ↑  Hugo, Adam Bedau. . Stanford Encyclopedia of Philosophy. February 19, 2010  [2010-08-04]. （原始内容存档于2010-07-11）.
2. ↑  McAnany, Patrick D. . Online. Grolier Multimedia Encyclopedia. August 2010  [2010-08-04]. （原始内容存档于2018-12-25）.
3. ↑  Hugo, Adam Bedau. . Stanford Encyclopedia of Philosophy. February 19, 2010  [2010-08-04]. （原始内容存档于2010-07-10）.
4. ↑  
Peters, Richard Stanley. . 1966: 267–268. JSTOR 3120772.
5. ↑  
Kleining, John. . British Journal of Educational Studies. October 1972, 20 (3): 259–269. JSTOR 3120772. doi:10.1080/00071005.1972.9973352.
6. ↑  Mary Stohr; Anthony Walsh; Craig Hemmens. . Sage. 2008: 3. ISBN 978-1-4129-3773-3.